# Smal dammsnäcka
Smal dammsnäcka (Omphiscola glabra) är en snäckart som först beskrevs av Otto Friedrich Müller 1774.  Smal dammsnäcka ingår i släktet Omphiscola, och familjen dammsnäckor. IUCN kategoriserar arten globalt som nära hotad. Enligt den svenska rödlistan är arten nära hotad i Sverige. Arten förekommer i Götaland och Svealand. Artens livsmiljö är våtmarker, sjöar och vattendrag.

## Bildgalleri

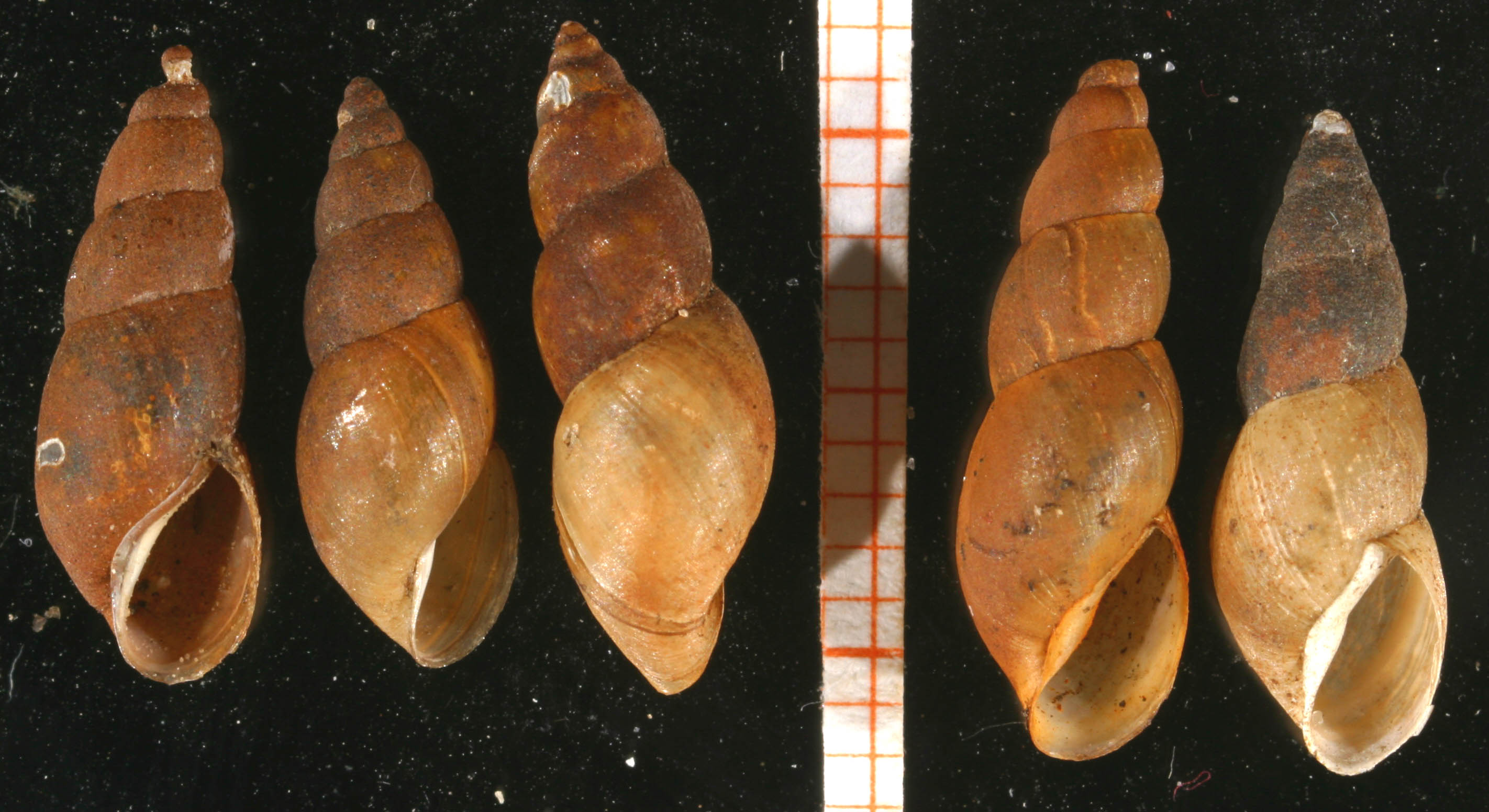